# Иванов, Юрий Иванович (инженер)
Юрий Иванович Иванов — советский энергетик, лауреат Сталинской премии 1951 года.
Родился 20.01.1920 г. во Владивостоке.
Окончил Московский энергетический институт по специальности «Электрические станции, сети и системы» (1943). Участник Великой Отечественной войны, в 1941 г. студентом ушел на фронт, в 1942 г. демобилизован.
С 1943 по 1951 г. дежурный электрик, инженер, старший инженер, начальник электролаборатории на Шербаковской (Рыбинской) ГЭС.
С 1951 г. в Укргидропроекте (Харьков): руководитель группы, начальником электротехнического отдела, главный специалист по электрической части ГЭС, начальником технического отдела института.
По совместительству преподавал в харьковских вузах.
Участвовал в проектировании электрической части гидроэлектростанций на Днепре и Днестре, а также подстанций, насосных станций. Главный инженер проекта электрической части Кременчугской ГЭС. Автор ряда оригинальных технических решений, внедренных на Каховской, Днепродзержинской, Днепровской ГЭС-2, Каневской ГЭС, получил авторское свидетельство на электропневматическое устройство управления воздушными выключателями.
Лауреат Сталинской премии 1951 года (в составе коллектива) — за автоматизацию и телемеханизацию Московской энергосистемы (Рыбинская ГЭС). Награждён орденом «Знак Почёта» (за участие в проектировании Каховской ГЭС) и медалями.
Сочинения:
- Управление и автоматика в электроустановках энергосистем // Учебник для вузов. 1967.